# Ла Паз
Окръг Ла Паз (на английски: La Paz County) е окръг в щата Аризона, Съединени американски щати. Площта му е 11 689 km², а населението – 20 317 души (2016). Административен център е град Паркър.

## Градове
- Куарцсайт